# Alvarezsauridae
Gli Alvarezsauridae sono una famiglia di piccoli dinosauri teropodi maniraptori vissuti nel Cretaceo superiore, circa 85-65 milioni di anni fa (Santoniano-Maastrichtiano), in quelle che oggi sono Europa, Asia, e America settentrionale e meridionale. Le caratteristiche principali di questo gruppo di dinosauri, sono la testa piccola e stretta, lunghe gambe ed un singolo artiglio sugli arti anteriori. Sebbene originariamente si pensava rappresentassero un gruppo di uccelli primitivi non volatori, successivamente gli studi di vari paleontologi hanno confermato che questi animali si sono evoluti da un primitivo ramo di teropodi maniraptori. Gli alvarezsauridi erano altamente specializzati: gli arti anteriori sono piccoli ma molto robusti, con mani fuse in un unico dito, similmente agli uccelli. I loro scheletri suggeriscono che avessero muscoli massicci sul petto e nelle braccia, probabilmente un adattamento per scavare o strappare. Il cranio era piccolo e rotondeggiante, con un muso lungo e stretto, simile al becco di un uccello, ma armato di minuscoli denti. Si ipotizza che tali adattamenti si siano sviluppati per nutrirsi di insetti coloniali, come le termiti.
Il membro omonimo della famiglia, Alvarezsaurus, è stato nominato in nome dello storico Walter Álvarez, uno dei primi sostenitori della teoria secondo cui l'estinzione di massa del Cretaceo-Paleogene sarebbe stata causata dall'impatto di un meteorite.

## Descrizione

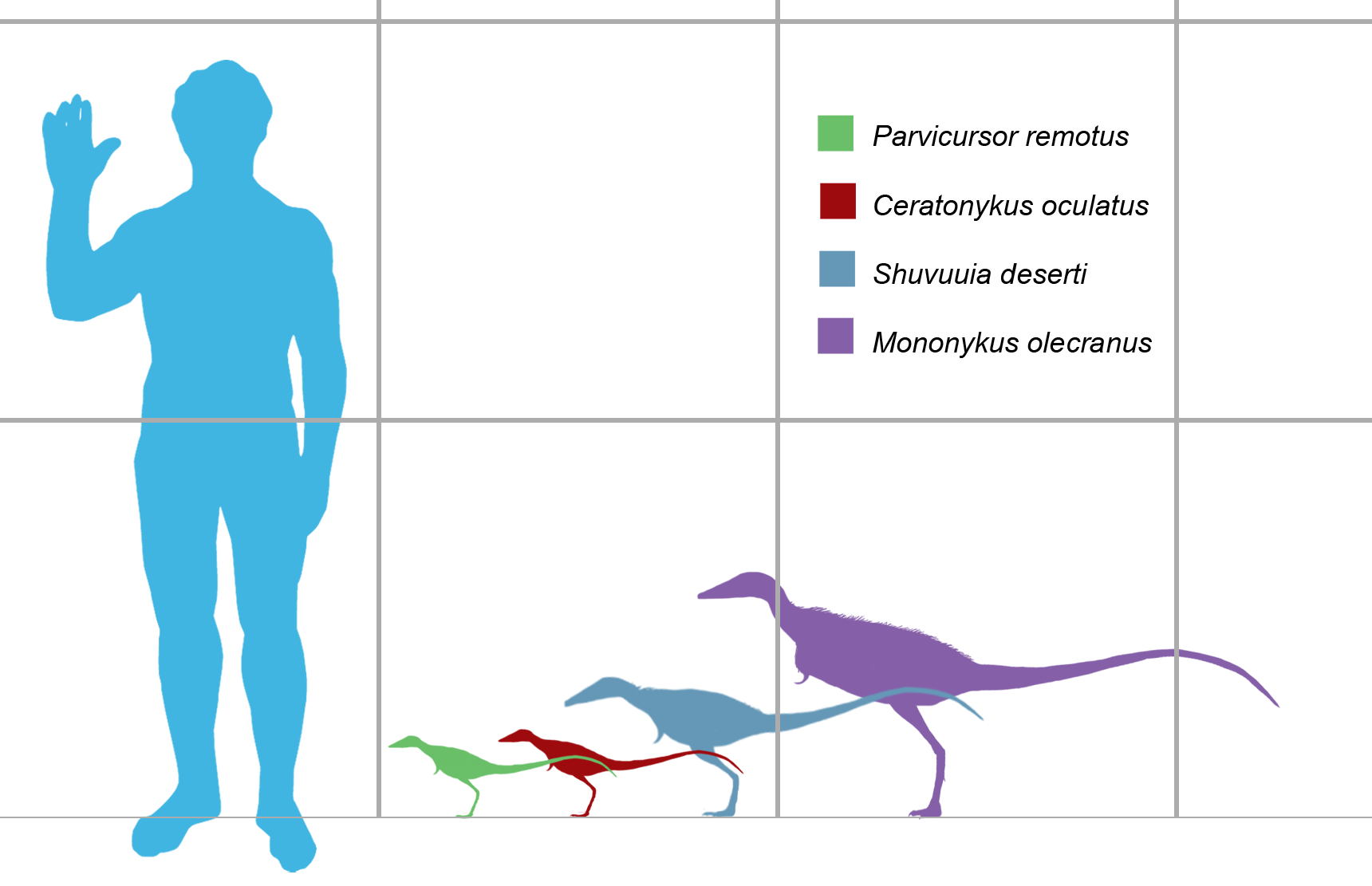
Dimensioni di vari Parvicursorinae: Parvicursor remotus (verde), Ceratonykus oculatus (rosso), Shuvuuia deserti (blu), e Mononykus olecranus (viola)

Le dimensioni degli Alvarezsauridi variavano da 50 centimetri (20 pollici) a 2 metri (6,6 piedi) di lunghezza, sebbene alcuni possibili membri potessero essere ben più grandi, incluso l'europeo Heptasteornis che potrebbe aver raggiunto una lunghezza complessiva di 2,5 metri (8,2 piedi). I fossili attribuiti ad alvarezsauridi sono stati ritrovati principalmente in Asia, in America settentrionale e meridionale, e in Europa, ed il loro range geologico varia di circa 85-65 milioni di anni fa.

### Piumaggio
Il piumaggio, caratteristica comune all'interno di maniraptora, è stato rinvenuto in almeno un esemplare di alvarezsauride, dalla specie Shuvuuia deserti, conservate sotto forma di piume filamentose che ricoprivano l'animale. Schweitzer et al. (1999) hanno sottoposto questi filamenti a studi microscopici, morfologici, spettrometrici di massa e immunoistochimici e hanno scoperto che erano costituiti da β-cheratina, che è il principale componente strutturale delle penne degli uccelli attuali.

## Classificazione

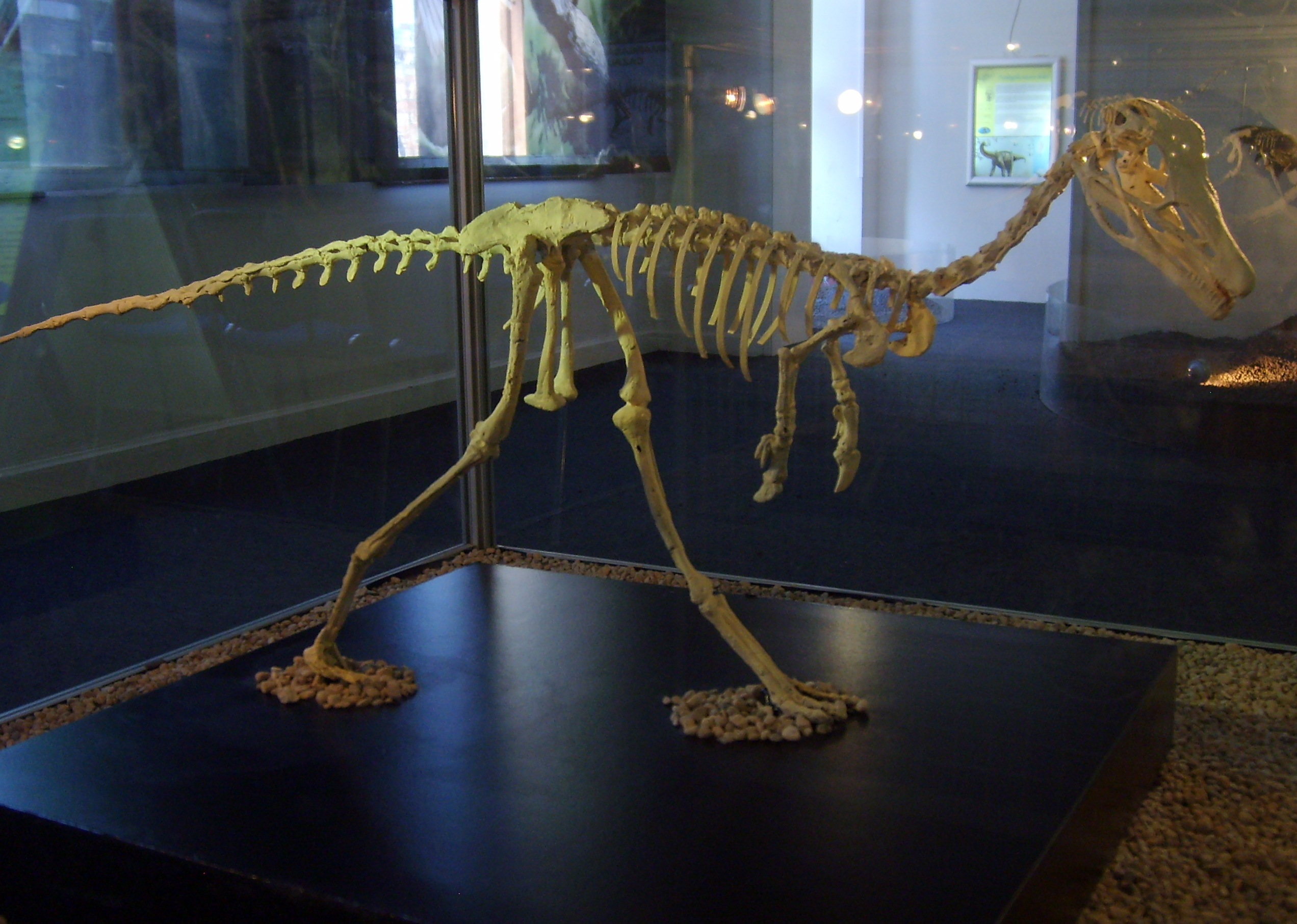
Scheletro di Alvarezsaurus calvoi

Turner et al. (2007) collocarono gli alvarezsauri come il gruppo più basale di Maniraptora, un passo più derivato di Ornitholestes e altri due passi più derivati di Ornithomimosauria, ma comunque più primitivi di Oviraptorosauria.
La descrizione di Novas del 1996 di Patagonykus, dimostrò che l'animale rappresentava un collegamento tra il primitivo Alvarezsaurus e il più avanzato Mononykus, rafforzando la loro monofilia. Parvicursor venne scoperto poco dopo e fu collocato nella sua famiglia Parvicursoridae, così come Shuvuuia, nel 1998. Da allora tutto è stato ammassato in Alvarezsauridae, con Mononykinae sopravvissuta come sottofamiglia.
Ci può essere una relazione tra Alvarezsauridae e Ornithomimosauria come sister clade all'interno dell'Arctometatarsalia di Thomas Holtz o all'interno di Ornithomimiformes di Paul Sereno. La scoperta di Haplocheirus, che mostra caratteristiche transizionali tra gli alvezsauri più derivati e gli altri maniraptori, in particolare in relazione alla struttura del cranio e allo sviluppo della mano, ha fornito ulteriore supporto a tale relazione.
La tassonomia degli alvarezsauri è stata alquanto confusa, a causa di diversi autori che usano nomi diversi per gruppi con la stessa definizione. La famiglia Alvarezsauridae fu coniata per la prima volta da Jose Bonaparte, nel 1991, ma senza una specifica definizione filogenetica. Novas in seguito definì il gruppo come "il più recente antenato comune di Alvarezsaurus e Mononykus più tutti i suoi discendenti", sebbene altri, come Paul Sereno, usassero una definizione più inclusiva, come "tutti i dinosauri più vicini a Shuvuuia che agli uccelli moderni". Nel 2009, Livezey e Zusi hanno usato il nome Alvarezsauroidea per il gruppo totale di tutti gli alvarezsauri, limitando il nome Alvarezsauridae al clade definito da Alvarezsaurus + Mononykus. Questa definizione è stata seguita anche da Choiniere e colleghi nel 2010, che descrissero il primo alvarezsauroide non-alvarezsauride, Haplocheirus. Alcuni autori hanno utilizzato il nome Mononykinae per il sottogruppo di alvarezsauri, incluse le specie avanzate mongole. Tuttavia, Choiniere e colleghi hanno sostenuto che Parvicursorinae ha la priorità, dal momento secondo il Codice ICZN, Parvicursoridae, è stato nominato prima.
Il cladogramma qui presentato segue un'analisi filogenetica di Agnolin e colleghi (2012):
|  | Patagonykus    |
|  |                |
|  | Bonapartenykus |
|  |                |

|  | Ceratonykus |
|  |             |
|  | Xixianykus  |
|  |             |
|  | Albinykus   |
|  |             |

|  | Albertonykus |
|  |              |
|  | Mononykus    |
|  |              |

|  | Linhenykus |
|  |            |
|  | Shuvuuia   |
|  |            |

|  | Albertonykus |
|  |              |
|  | Mononykus    |
|  |              |

|  | Linhenykus |
|  |            |
|  | Shuvuuia   |
|  |            |

|  | Albertonykus |
|  |              |
|  | Mononykus    |
|  |              |

|  | Linhenykus |
|  |            |
|  | Shuvuuia   |
|  |            |

|  | Albertonykus |
|  |              |
|  | Mononykus    |
|  |              |

|  | Linhenykus |
|  |            |
|  | Shuvuuia   |
|  |            |

|  | Ceratonykus |
|  |             |
|  | Xixianykus  |
|  |             |
|  | Albinykus   |
|  |             |

|  | Albertonykus |
|  |              |
|  | Mononykus    |
|  |              |

|  | Linhenykus |
|  |            |
|  | Shuvuuia   |
|  |            |

|  | Albertonykus |
|  |              |
|  | Mononykus    |
|  |              |

|  | Linhenykus |
|  |            |
|  | Shuvuuia   |
|  |            |

|  | Albertonykus |
|  |              |
|  | Mononykus    |
|  |              |

|  | Linhenykus |
|  |            |
|  | Shuvuuia   |
|  |            |

|  | Albertonykus |
|  |              |
|  | Mononykus    |
|  |              |

|  | Linhenykus |
|  |            |
|  | Shuvuuia   |
|  |            |

|  | Ceratonykus |
|  |             |
|  | Xixianykus  |
|  |             |
|  | Albinykus   |
|  |             |

|  | Albertonykus |
|  |              |
|  | Mononykus    |
|  |              |

|  | Linhenykus |
|  |            |
|  | Shuvuuia   |
|  |            |

|  | Albertonykus |
|  |              |
|  | Mononykus    |
|  |              |

|  | Linhenykus |
|  |            |
|  | Shuvuuia   |
|  |            |

|  | Albertonykus |
|  |              |
|  | Mononykus    |
|  |              |

|  | Linhenykus |
|  |            |
|  | Shuvuuia   |
|  |            |

|  | Albertonykus |
|  |              |
|  | Mononykus    |
|  |              |

|  | Linhenykus |
|  |            |
|  | Shuvuuia   |
|  |            |

|  | Ceratonykus |
|  |             |
|  | Xixianykus  |
|  |             |
|  | Albinykus   |
|  |             |

|  | Albertonykus |
|  |              |
|  | Mononykus    |
|  |              |

|  | Linhenykus |
|  |            |
|  | Shuvuuia   |
|  |            |

|  | Albertonykus |
|  |              |
|  | Mononykus    |
|  |              |

|  | Linhenykus |
|  |            |
|  | Shuvuuia   |
|  |            |

|  | Albertonykus |
|  |              |
|  | Mononykus    |
|  |              |

|  | Linhenykus |
|  |            |
|  | Shuvuuia   |
|  |            |

|  | Albertonykus |
|  |              |
|  | Mononykus    |
|  |              |

|  | Linhenykus |
|  |            |
|  | Shuvuuia   |
|  |            |

|  | Patagonykus    |
|  |                |
|  | Bonapartenykus |
|  |                |

|  | Ceratonykus |
|  |             |
|  | Xixianykus  |
|  |             |
|  | Albinykus   |
|  |             |

|  | Albertonykus |
|  |              |
|  | Mononykus    |
|  |              |

|  | Linhenykus |
|  |            |
|  | Shuvuuia   |
|  |            |

|  | Albertonykus |
|  |              |
|  | Mononykus    |
|  |              |

|  | Linhenykus |
|  |            |
|  | Shuvuuia   |
|  |            |

|  | Albertonykus |
|  |              |
|  | Mononykus    |
|  |              |

|  | Linhenykus |
|  |            |
|  | Shuvuuia   |
|  |            |

|  | Albertonykus |
|  |              |
|  | Mononykus    |
|  |              |

|  | Linhenykus |
|  |            |
|  | Shuvuuia   |
|  |            |

|  | Ceratonykus |
|  |             |
|  | Xixianykus  |
|  |             |
|  | Albinykus   |
|  |             |

|  | Albertonykus |
|  |              |
|  | Mononykus    |
|  |              |

|  | Linhenykus |
|  |            |
|  | Shuvuuia   |
|  |            |

|  | Albertonykus |
|  |              |
|  | Mononykus    |
|  |              |

|  | Linhenykus |
|  |            |
|  | Shuvuuia   |
|  |            |

|  | Albertonykus |
|  |              |
|  | Mononykus    |
|  |              |

|  | Linhenykus |
|  |            |
|  | Shuvuuia   |
|  |            |

|  | Albertonykus |
|  |              |
|  | Mononykus    |
|  |              |

|  | Linhenykus |
|  |            |
|  | Shuvuuia   |
|  |            |

|  | Ceratonykus |
|  |             |
|  | Xixianykus  |
|  |             |
|  | Albinykus   |
|  |             |

|  | Albertonykus |
|  |              |
|  | Mononykus    |
|  |              |

|  | Linhenykus |
|  |            |
|  | Shuvuuia   |
|  |            |

|  | Albertonykus |
|  |              |
|  | Mononykus    |
|  |              |

|  | Linhenykus |
|  |            |
|  | Shuvuuia   |
|  |            |

|  | Albertonykus |
|  |              |
|  | Mononykus    |
|  |              |

|  | Linhenykus |
|  |            |
|  | Shuvuuia   |
|  |            |

|  | Albertonykus |
|  |              |
|  | Mononykus    |
|  |              |

|  | Linhenykus |
|  |            |
|  | Shuvuuia   |
|  |            |

|  | Ceratonykus |
|  |             |
|  | Xixianykus  |
|  |             |
|  | Albinykus   |
|  |             |

|  | Albertonykus |
|  |              |
|  | Mononykus    |
|  |              |

|  | Linhenykus |
|  |            |
|  | Shuvuuia   |
|  |            |

|  | Albertonykus |
|  |              |
|  | Mononykus    |
|  |              |

|  | Linhenykus |
|  |            |
|  | Shuvuuia   |
|  |            |

|  | Albertonykus |
|  |              |
|  | Mononykus    |
|  |              |

|  | Linhenykus |
|  |            |
|  | Shuvuuia   |
|  |            |

|  | Albertonykus |
|  |              |
|  | Mononykus    |
|  |              |

|  | Linhenykus |
|  |            |
|  | Shuvuuia   |
|  |            |

Il cladogramma che segue, invece, gli studi di Xu et al. (2011):
|  | Albertonykus           |
|  |                        |
|  | "Ornithomimus" minutus |
|  |                        |

|  | Parvicursor                       |
|  |                                   |
|  | Alvarezsauride di Tugriken Shireh |
|  |                                   |

|  | Shuvuuia  |
|  |           |
|  | Mononykus |
|  |           |

|  | Parvicursor                       |
|  |                                   |
|  | Alvarezsauride di Tugriken Shireh |
|  |                                   |

|  | Shuvuuia  |
|  |           |
|  | Mononykus |
|  |           |

|  | Parvicursor                       |
|  |                                   |
|  | Alvarezsauride di Tugriken Shireh |
|  |                                   |

|  | Shuvuuia  |
|  |           |
|  | Mononykus |
|  |           |

|  | Parvicursor                       |
|  |                                   |
|  | Alvarezsauride di Tugriken Shireh |
|  |                                   |

|  | Shuvuuia  |
|  |           |
|  | Mononykus |
|  |           |

|  | Albertonykus           |
|  |                        |
|  | "Ornithomimus" minutus |
|  |                        |

|  | Parvicursor                       |
|  |                                   |
|  | Alvarezsauride di Tugriken Shireh |
|  |                                   |

|  | Shuvuuia  |
|  |           |
|  | Mononykus |
|  |           |

|  | Parvicursor                       |
|  |                                   |
|  | Alvarezsauride di Tugriken Shireh |
|  |                                   |

|  | Shuvuuia  |
|  |           |
|  | Mononykus |
|  |           |

|  | Parvicursor                       |
|  |                                   |
|  | Alvarezsauride di Tugriken Shireh |
|  |                                   |

|  | Shuvuuia  |
|  |           |
|  | Mononykus |
|  |           |

|  | Parvicursor                       |
|  |                                   |
|  | Alvarezsauride di Tugriken Shireh |
|  |                                   |

|  | Shuvuuia  |
|  |           |
|  | Mononykus |
|  |           |

|  | Albertonykus           |
|  |                        |
|  | "Ornithomimus" minutus |
|  |                        |

|  | Parvicursor                       |
|  |                                   |
|  | Alvarezsauride di Tugriken Shireh |
|  |                                   |

|  | Shuvuuia  |
|  |           |
|  | Mononykus |
|  |           |

|  | Parvicursor                       |
|  |                                   |
|  | Alvarezsauride di Tugriken Shireh |
|  |                                   |

|  | Shuvuuia  |
|  |           |
|  | Mononykus |
|  |           |

|  | Parvicursor                       |
|  |                                   |
|  | Alvarezsauride di Tugriken Shireh |
|  |                                   |

|  | Shuvuuia  |
|  |           |
|  | Mononykus |
|  |           |

|  | Parvicursor                       |
|  |                                   |
|  | Alvarezsauride di Tugriken Shireh |
|  |                                   |

|  | Shuvuuia  |
|  |           |
|  | Mononykus |
|  |           |

|  | Albertonykus           |
|  |                        |
|  | "Ornithomimus" minutus |
|  |                        |

|  | Parvicursor                       |
|  |                                   |
|  | Alvarezsauride di Tugriken Shireh |
|  |                                   |

|  | Shuvuuia  |
|  |           |
|  | Mononykus |
|  |           |

|  | Parvicursor                       |
|  |                                   |
|  | Alvarezsauride di Tugriken Shireh |
|  |                                   |

|  | Shuvuuia  |
|  |           |
|  | Mononykus |
|  |           |

|  | Parvicursor                       |
|  |                                   |
|  | Alvarezsauride di Tugriken Shireh |
|  |                                   |

|  | Shuvuuia  |
|  |           |
|  | Mononykus |
|  |           |

|  | Parvicursor                       |
|  |                                   |
|  | Alvarezsauride di Tugriken Shireh |
|  |                                   |

|  | Shuvuuia  |
|  |           |
|  | Mononykus |
|  |           |

|  | Albertonykus           |
|  |                        |
|  | "Ornithomimus" minutus |
|  |                        |

|  | Parvicursor                       |
|  |                                   |
|  | Alvarezsauride di Tugriken Shireh |
|  |                                   |

|  | Shuvuuia  |
|  |           |
|  | Mononykus |
|  |           |

|  | Parvicursor                       |
|  |                                   |
|  | Alvarezsauride di Tugriken Shireh |
|  |                                   |

|  | Shuvuuia  |
|  |           |
|  | Mononykus |
|  |           |

|  | Parvicursor                       |
|  |                                   |
|  | Alvarezsauride di Tugriken Shireh |
|  |                                   |

|  | Shuvuuia  |
|  |           |
|  | Mononykus |
|  |           |

|  | Parvicursor                       |
|  |                                   |
|  | Alvarezsauride di Tugriken Shireh |
|  |                                   |

|  | Shuvuuia  |
|  |           |
|  | Mononykus |
|  |           |

|  | Albertonykus           |
|  |                        |
|  | "Ornithomimus" minutus |
|  |                        |

|  | Parvicursor                       |
|  |                                   |
|  | Alvarezsauride di Tugriken Shireh |
|  |                                   |

|  | Shuvuuia  |
|  |           |
|  | Mononykus |
|  |           |

|  | Parvicursor                       |
|  |                                   |
|  | Alvarezsauride di Tugriken Shireh |
|  |                                   |

|  | Shuvuuia  |
|  |           |
|  | Mononykus |
|  |           |

|  | Parvicursor                       |
|  |                                   |
|  | Alvarezsauride di Tugriken Shireh |
|  |                                   |

|  | Shuvuuia  |
|  |           |
|  | Mononykus |
|  |           |

|  | Parvicursor                       |
|  |                                   |
|  | Alvarezsauride di Tugriken Shireh |
|  |                                   |

|  | Shuvuuia  |
|  |           |
|  | Mononykus |
|  |           |

|  | Albertonykus           |
|  |                        |
|  | "Ornithomimus" minutus |
|  |                        |

|  | Parvicursor                       |
|  |                                   |
|  | Alvarezsauride di Tugriken Shireh |
|  |                                   |

|  | Shuvuuia  |
|  |           |
|  | Mononykus |
|  |           |

|  | Parvicursor                       |
|  |                                   |
|  | Alvarezsauride di Tugriken Shireh |
|  |                                   |

|  | Shuvuuia  |
|  |           |
|  | Mononykus |
|  |           |

|  | Parvicursor                       |
|  |                                   |
|  | Alvarezsauride di Tugriken Shireh |
|  |                                   |

|  | Shuvuuia  |
|  |           |
|  | Mononykus |
|  |           |

|  | Parvicursor                       |
|  |                                   |
|  | Alvarezsauride di Tugriken Shireh |
|  |                                   |

|  | Shuvuuia  |
|  |           |
|  | Mononykus |
|  |           |

|  | Albertonykus           |
|  |                        |
|  | "Ornithomimus" minutus |
|  |                        |

|  | Parvicursor                       |
|  |                                   |
|  | Alvarezsauride di Tugriken Shireh |
|  |                                   |

|  | Shuvuuia  |
|  |           |
|  | Mononykus |
|  |           |

|  | Parvicursor                       |
|  |                                   |
|  | Alvarezsauride di Tugriken Shireh |
|  |                                   |

|  | Shuvuuia  |
|  |           |
|  | Mononykus |
|  |           |

|  | Parvicursor                       |
|  |                                   |
|  | Alvarezsauride di Tugriken Shireh |
|  |                                   |

|  | Shuvuuia  |
|  |           |
|  | Mononykus |
|  |           |

|  | Parvicursor                       |
|  |                                   |
|  | Alvarezsauride di Tugriken Shireh |
|  |                                   |

|  | Shuvuuia  |
|  |           |
|  | Mononykus |
|  |           |

|  | Albertonykus           |
|  |                        |
|  | "Ornithomimus" minutus |
|  |                        |

|  | Parvicursor                       |
|  |                                   |
|  | Alvarezsauride di Tugriken Shireh |
|  |                                   |

|  | Shuvuuia  |
|  |           |
|  | Mononykus |
|  |           |

|  | Parvicursor                       |
|  |                                   |
|  | Alvarezsauride di Tugriken Shireh |
|  |                                   |

|  | Shuvuuia  |
|  |           |
|  | Mononykus |
|  |           |

|  | Parvicursor                       |
|  |                                   |
|  | Alvarezsauride di Tugriken Shireh |
|  |                                   |

|  | Shuvuuia  |
|  |           |
|  | Mononykus |
|  |           |

|  | Parvicursor                       |
|  |                                   |
|  | Alvarezsauride di Tugriken Shireh |
|  |                                   |

|  | Shuvuuia  |
|  |           |
|  | Mononykus |
|  |           |

|  | Albertonykus           |
|  |                        |
|  | "Ornithomimus" minutus |
|  |                        |

|  | Parvicursor                       |
|  |                                   |
|  | Alvarezsauride di Tugriken Shireh |
|  |                                   |

|  | Shuvuuia  |
|  |           |
|  | Mononykus |
|  |           |

|  | Parvicursor                       |
|  |                                   |
|  | Alvarezsauride di Tugriken Shireh |
|  |                                   |

|  | Shuvuuia  |
|  |           |
|  | Mononykus |
|  |           |

|  | Parvicursor                       |
|  |                                   |
|  | Alvarezsauride di Tugriken Shireh |
|  |                                   |

|  | Shuvuuia  |
|  |           |
|  | Mononykus |
|  |           |

|  | Parvicursor                       |
|  |                                   |
|  | Alvarezsauride di Tugriken Shireh |
|  |                                   |

|  | Shuvuuia  |
|  |           |
|  | Mononykus |
|  |           |

|  | Albertonykus           |
|  |                        |
|  | "Ornithomimus" minutus |
|  |                        |

|  | Parvicursor                       |
|  |                                   |
|  | Alvarezsauride di Tugriken Shireh |
|  |                                   |

|  | Shuvuuia  |
|  |           |
|  | Mononykus |
|  |           |

|  | Parvicursor                       |
|  |                                   |
|  | Alvarezsauride di Tugriken Shireh |
|  |                                   |

|  | Shuvuuia  |
|  |           |
|  | Mononykus |
|  |           |

|  | Parvicursor                       |
|  |                                   |
|  | Alvarezsauride di Tugriken Shireh |
|  |                                   |

|  | Shuvuuia  |
|  |           |
|  | Mononykus |
|  |           |

|  | Parvicursor                       |
|  |                                   |
|  | Alvarezsauride di Tugriken Shireh |
|  |                                   |

|  | Shuvuuia  |
|  |           |
|  | Mononykus |
|  |           |

|  | Albertonykus           |
|  |                        |
|  | "Ornithomimus" minutus |
|  |                        |

|  | Parvicursor                       |
|  |                                   |
|  | Alvarezsauride di Tugriken Shireh |
|  |                                   |

|  | Shuvuuia  |
|  |           |
|  | Mononykus |
|  |           |

|  | Parvicursor                       |
|  |                                   |
|  | Alvarezsauride di Tugriken Shireh |
|  |                                   |

|  | Shuvuuia  |
|  |           |
|  | Mononykus |
|  |           |

|  | Parvicursor                       |
|  |                                   |
|  | Alvarezsauride di Tugriken Shireh |
|  |                                   |

|  | Shuvuuia  |
|  |           |
|  | Mononykus |
|  |           |

|  | Parvicursor                       |
|  |                                   |
|  | Alvarezsauride di Tugriken Shireh |
|  |                                   |

|  | Shuvuuia  |
|  |           |
|  | Mononykus |
|  |           |

|  | Albertonykus           |
|  |                        |
|  | "Ornithomimus" minutus |
|  |                        |

|  | Parvicursor                       |
|  |                                   |
|  | Alvarezsauride di Tugriken Shireh |
|  |                                   |

|  | Shuvuuia  |
|  |           |
|  | Mononykus |
|  |           |

|  | Parvicursor                       |
|  |                                   |
|  | Alvarezsauride di Tugriken Shireh |
|  |                                   |

|  | Shuvuuia  |
|  |           |
|  | Mononykus |
|  |           |

|  | Parvicursor                       |
|  |                                   |
|  | Alvarezsauride di Tugriken Shireh |
|  |                                   |

|  | Shuvuuia  |
|  |           |
|  | Mononykus |
|  |           |

|  | Parvicursor                       |
|  |                                   |
|  | Alvarezsauride di Tugriken Shireh |
|  |                                   |

|  | Shuvuuia  |
|  |           |
|  | Mononykus |
|  |           |

|  | Albertonykus           |
|  |                        |
|  | "Ornithomimus" minutus |
|  |                        |

|  | Parvicursor                       |
|  |                                   |
|  | Alvarezsauride di Tugriken Shireh |
|  |                                   |

|  | Shuvuuia  |
|  |           |
|  | Mononykus |
|  |           |

|  | Parvicursor                       |
|  |                                   |
|  | Alvarezsauride di Tugriken Shireh |
|  |                                   |

|  | Shuvuuia  |
|  |           |
|  | Mononykus |
|  |           |

|  | Parvicursor                       |
|  |                                   |
|  | Alvarezsauride di Tugriken Shireh |
|  |                                   |

|  | Shuvuuia  |
|  |           |
|  | Mononykus |
|  |           |

|  | Parvicursor                       |
|  |                                   |
|  | Alvarezsauride di Tugriken Shireh |
|  |                                   |

|  | Shuvuuia  |
|  |           |
|  | Mononykus |
|  |           |

|  | Albertonykus           |
|  |                        |
|  | "Ornithomimus" minutus |
|  |                        |

|  | Parvicursor                       |
|  |                                   |
|  | Alvarezsauride di Tugriken Shireh |
|  |                                   |

|  | Shuvuuia  |
|  |           |
|  | Mononykus |
|  |           |

|  | Parvicursor                       |
|  |                                   |
|  | Alvarezsauride di Tugriken Shireh |
|  |                                   |

|  | Shuvuuia  |
|  |           |
|  | Mononykus |
|  |           |

|  | Parvicursor                       |
|  |                                   |
|  | Alvarezsauride di Tugriken Shireh |
|  |                                   |

|  | Shuvuuia  |
|  |           |
|  | Mononykus |
|  |           |

|  | Parvicursor                       |
|  |                                   |
|  | Alvarezsauride di Tugriken Shireh |
|  |                                   |

|  | Shuvuuia  |
|  |           |
|  | Mononykus |
|  |           |

|  | Albertonykus           |
|  |                        |
|  | "Ornithomimus" minutus |
|  |                        |

|  | Parvicursor                       |
|  |                                   |
|  | Alvarezsauride di Tugriken Shireh |
|  |                                   |

|  | Shuvuuia  |
|  |           |
|  | Mononykus |
|  |           |

|  | Parvicursor                       |
|  |                                   |
|  | Alvarezsauride di Tugriken Shireh |
|  |                                   |

|  | Shuvuuia  |
|  |           |
|  | Mononykus |
|  |           |

|  | Parvicursor                       |
|  |                                   |
|  | Alvarezsauride di Tugriken Shireh |
|  |                                   |

|  | Shuvuuia  |
|  |           |
|  | Mononykus |
|  |           |

|  | Parvicursor                       |
|  |                                   |
|  | Alvarezsauride di Tugriken Shireh |
|  |                                   |

|  | Shuvuuia  |
|  |           |
|  | Mononykus |
|  |           |

|  | Albertonykus           |
|  |                        |
|  | "Ornithomimus" minutus |
|  |                        |

|  | Parvicursor                       |
|  |                                   |
|  | Alvarezsauride di Tugriken Shireh |
|  |                                   |

|  | Shuvuuia  |
|  |           |
|  | Mononykus |
|  |           |

|  | Parvicursor                       |
|  |                                   |
|  | Alvarezsauride di Tugriken Shireh |
|  |                                   |

|  | Shuvuuia  |
|  |           |
|  | Mononykus |
|  |           |

|  | Parvicursor                       |
|  |                                   |
|  | Alvarezsauride di Tugriken Shireh |
|  |                                   |

|  | Shuvuuia  |
|  |           |
|  | Mononykus |
|  |           |

|  | Parvicursor                       |
|  |                                   |
|  | Alvarezsauride di Tugriken Shireh |
|  |                                   |

|  | Shuvuuia  |
|  |           |
|  | Mononykus |
|  |           |

|  | Albertonykus           |
|  |                        |
|  | "Ornithomimus" minutus |
|  |                        |

|  | Parvicursor                       |
|  |                                   |
|  | Alvarezsauride di Tugriken Shireh |
|  |                                   |

|  | Shuvuuia  |
|  |           |
|  | Mononykus |
|  |           |

|  | Parvicursor                       |
|  |                                   |
|  | Alvarezsauride di Tugriken Shireh |
|  |                                   |

|  | Shuvuuia  |
|  |           |
|  | Mononykus |
|  |           |

|  | Parvicursor                       |
|  |                                   |
|  | Alvarezsauride di Tugriken Shireh |
|  |                                   |

|  | Shuvuuia  |
|  |           |
|  | Mononykus |
|  |           |

|  | Parvicursor                       |
|  |                                   |
|  | Alvarezsauride di Tugriken Shireh |
|  |                                   |

|  | Shuvuuia  |
|  |           |
|  | Mononykus |
|  |           |

|  | Albertonykus           |
|  |                        |
|  | "Ornithomimus" minutus |
|  |                        |

|  | Parvicursor                       |
|  |                                   |
|  | Alvarezsauride di Tugriken Shireh |
|  |                                   |

|  | Shuvuuia  |
|  |           |
|  | Mononykus |
|  |           |

|  | Parvicursor                       |
|  |                                   |
|  | Alvarezsauride di Tugriken Shireh |
|  |                                   |

|  | Shuvuuia  |
|  |           |
|  | Mononykus |
|  |           |

|  | Parvicursor                       |
|  |                                   |
|  | Alvarezsauride di Tugriken Shireh |
|  |                                   |

|  | Shuvuuia  |
|  |           |
|  | Mononykus |
|  |           |

|  | Parvicursor                       |
|  |                                   |
|  | Alvarezsauride di Tugriken Shireh |
|  |                                   |

|  | Shuvuuia  |
|  |           |
|  | Mononykus |
|  |           |

|  | Albertonykus           |
|  |                        |
|  | "Ornithomimus" minutus |
|  |                        |

|  | Parvicursor                       |
|  |                                   |
|  | Alvarezsauride di Tugriken Shireh |
|  |                                   |

|  | Shuvuuia  |
|  |           |
|  | Mononykus |
|  |           |

|  | Parvicursor                       |
|  |                                   |
|  | Alvarezsauride di Tugriken Shireh |
|  |                                   |

|  | Shuvuuia  |
|  |           |
|  | Mononykus |
|  |           |

|  | Parvicursor                       |
|  |                                   |
|  | Alvarezsauride di Tugriken Shireh |
|  |                                   |

|  | Shuvuuia  |
|  |           |
|  | Mononykus |
|  |           |

|  | Parvicursor                       |
|  |                                   |
|  | Alvarezsauride di Tugriken Shireh |
|  |                                   |

|  | Shuvuuia  |
|  |           |
|  | Mononykus |
|  |           |

|  | Albertonykus           |
|  |                        |
|  | "Ornithomimus" minutus |
|  |                        |

|  | Parvicursor                       |
|  |                                   |
|  | Alvarezsauride di Tugriken Shireh |
|  |                                   |

|  | Shuvuuia  |
|  |           |
|  | Mononykus |
|  |           |

|  | Parvicursor                       |
|  |                                   |
|  | Alvarezsauride di Tugriken Shireh |
|  |                                   |

|  | Shuvuuia  |
|  |           |
|  | Mononykus |
|  |           |

|  | Parvicursor                       |
|  |                                   |
|  | Alvarezsauride di Tugriken Shireh |
|  |                                   |

|  | Shuvuuia  |
|  |           |
|  | Mononykus |
|  |           |

|  | Parvicursor                       |
|  |                                   |
|  | Alvarezsauride di Tugriken Shireh |
|  |                                   |

|  | Shuvuuia  |
|  |           |
|  | Mononykus |
|  |           |

|  | Albertonykus           |
|  |                        |
|  | "Ornithomimus" minutus |
|  |                        |

|  | Parvicursor                       |
|  |                                   |
|  | Alvarezsauride di Tugriken Shireh |
|  |                                   |

|  | Shuvuuia  |
|  |           |
|  | Mononykus |
|  |           |

|  | Parvicursor                       |
|  |                                   |
|  | Alvarezsauride di Tugriken Shireh |
|  |                                   |

|  | Shuvuuia  |
|  |           |
|  | Mononykus |
|  |           |

|  | Parvicursor                       |
|  |                                   |
|  | Alvarezsauride di Tugriken Shireh |
|  |                                   |

|  | Shuvuuia  |
|  |           |
|  | Mononykus |
|  |           |

|  | Parvicursor                       |
|  |                                   |
|  | Alvarezsauride di Tugriken Shireh |
|  |                                   |

|  | Shuvuuia  |
|  |           |
|  | Mononykus |
|  |           |

|  | Albertonykus           |
|  |                        |
|  | "Ornithomimus" minutus |
|  |                        |

|  | Parvicursor                       |
|  |                                   |
|  | Alvarezsauride di Tugriken Shireh |
|  |                                   |

|  | Shuvuuia  |
|  |           |
|  | Mononykus |
|  |           |

|  | Parvicursor                       |
|  |                                   |
|  | Alvarezsauride di Tugriken Shireh |
|  |                                   |

|  | Shuvuuia  |
|  |           |
|  | Mononykus |
|  |           |

|  | Parvicursor                       |
|  |                                   |
|  | Alvarezsauride di Tugriken Shireh |
|  |                                   |

|  | Shuvuuia  |
|  |           |
|  | Mononykus |
|  |           |

|  | Parvicursor                       |
|  |                                   |
|  | Alvarezsauride di Tugriken Shireh |
|  |                                   |

|  | Shuvuuia  |
|  |           |
|  | Mononykus |
|  |           |

|  | Albertonykus           |
|  |                        |
|  | "Ornithomimus" minutus |
|  |                        |

|  | Parvicursor                       |
|  |                                   |
|  | Alvarezsauride di Tugriken Shireh |
|  |                                   |

|  | Shuvuuia  |
|  |           |
|  | Mononykus |
|  |           |

|  | Parvicursor                       |
|  |                                   |
|  | Alvarezsauride di Tugriken Shireh |
|  |                                   |

|  | Shuvuuia  |
|  |           |
|  | Mononykus |
|  |           |

|  | Parvicursor                       |
|  |                                   |
|  | Alvarezsauride di Tugriken Shireh |
|  |                                   |

|  | Shuvuuia  |
|  |           |
|  | Mononykus |
|  |           |

|  | Parvicursor                       |
|  |                                   |
|  | Alvarezsauride di Tugriken Shireh |
|  |                                   |

|  | Shuvuuia  |
|  |           |
|  | Mononykus |
|  |           |

|  | Albertonykus           |
|  |                        |
|  | "Ornithomimus" minutus |
|  |                        |

|  | Parvicursor                       |
|  |                                   |
|  | Alvarezsauride di Tugriken Shireh |
|  |                                   |

|  | Shuvuuia  |
|  |           |
|  | Mononykus |
|  |           |

|  | Parvicursor                       |
|  |                                   |
|  | Alvarezsauride di Tugriken Shireh |
|  |                                   |

|  | Shuvuuia  |
|  |           |
|  | Mononykus |
|  |           |

|  | Parvicursor                       |
|  |                                   |
|  | Alvarezsauride di Tugriken Shireh |
|  |                                   |

|  | Shuvuuia  |
|  |           |
|  | Mononykus |
|  |           |

|  | Parvicursor                       |
|  |                                   |
|  | Alvarezsauride di Tugriken Shireh |
|  |                                   |

|  | Shuvuuia  |
|  |           |
|  | Mononykus |
|  |           |

|  | Albertonykus           |
|  |                        |
|  | "Ornithomimus" minutus |
|  |                        |

|  | Parvicursor                       |
|  |                                   |
|  | Alvarezsauride di Tugriken Shireh |
|  |                                   |

|  | Shuvuuia  |
|  |           |
|  | Mononykus |
|  |           |

|  | Parvicursor                       |
|  |                                   |
|  | Alvarezsauride di Tugriken Shireh |
|  |                                   |

|  | Shuvuuia  |
|  |           |
|  | Mononykus |
|  |           |

|  | Parvicursor                       |
|  |                                   |
|  | Alvarezsauride di Tugriken Shireh |
|  |                                   |

|  | Shuvuuia  |
|  |           |
|  | Mononykus |
|  |           |

|  | Parvicursor                       |
|  |                                   |
|  | Alvarezsauride di Tugriken Shireh |
|  |                                   |

|  | Shuvuuia  |
|  |           |
|  | Mononykus |
|  |           |

|  | Albertonykus           |
|  |                        |
|  | "Ornithomimus" minutus |
|  |                        |

|  | Parvicursor                       |
|  |                                   |
|  | Alvarezsauride di Tugriken Shireh |
|  |                                   |

|  | Shuvuuia  |
|  |           |
|  | Mononykus |
|  |           |

|  | Parvicursor                       |
|  |                                   |
|  | Alvarezsauride di Tugriken Shireh |
|  |                                   |

|  | Shuvuuia  |
|  |           |
|  | Mononykus |
|  |           |

|  | Parvicursor                       |
|  |                                   |
|  | Alvarezsauride di Tugriken Shireh |
|  |                                   |

|  | Shuvuuia  |
|  |           |
|  | Mononykus |
|  |           |

|  | Parvicursor                       |
|  |                                   |
|  | Alvarezsauride di Tugriken Shireh |
|  |                                   |

|  | Shuvuuia  |
|  |           |
|  | Mononykus |
|  |           |

|  | Albertonykus           |
|  |                        |
|  | "Ornithomimus" minutus |
|  |                        |

|  | Parvicursor                       |
|  |                                   |
|  | Alvarezsauride di Tugriken Shireh |
|  |                                   |

|  | Shuvuuia  |
|  |           |
|  | Mononykus |
|  |           |

|  | Parvicursor                       |
|  |                                   |
|  | Alvarezsauride di Tugriken Shireh |
|  |                                   |

|  | Shuvuuia  |
|  |           |
|  | Mononykus |
|  |           |

|  | Parvicursor                       |
|  |                                   |
|  | Alvarezsauride di Tugriken Shireh |
|  |                                   |

|  | Shuvuuia  |
|  |           |
|  | Mononykus |
|  |           |

|  | Parvicursor                       |
|  |                                   |
|  | Alvarezsauride di Tugriken Shireh |
|  |                                   |

|  | Shuvuuia  |
|  |           |
|  | Mononykus |
|  |           |

|  | Albertonykus           |
|  |                        |
|  | "Ornithomimus" minutus |
|  |                        |

|  | Parvicursor                       |
|  |                                   |
|  | Alvarezsauride di Tugriken Shireh |
|  |                                   |

|  | Shuvuuia  |
|  |           |
|  | Mononykus |
|  |           |

|  | Parvicursor                       |
|  |                                   |
|  | Alvarezsauride di Tugriken Shireh |
|  |                                   |

|  | Shuvuuia  |
|  |           |
|  | Mononykus |
|  |           |

|  | Parvicursor                       |
|  |                                   |
|  | Alvarezsauride di Tugriken Shireh |
|  |                                   |

|  | Shuvuuia  |
|  |           |
|  | Mononykus |
|  |           |

|  | Parvicursor                       |
|  |                                   |
|  | Alvarezsauride di Tugriken Shireh |
|  |                                   |

|  | Shuvuuia  |
|  |           |
|  | Mononykus |
|  |           |

|  | Albertonykus           |
|  |                        |
|  | "Ornithomimus" minutus |
|  |                        |

|  | Parvicursor                       |
|  |                                   |
|  | Alvarezsauride di Tugriken Shireh |
|  |                                   |

|  | Shuvuuia  |
|  |           |
|  | Mononykus |
|  |           |

|  | Parvicursor                       |
|  |                                   |
|  | Alvarezsauride di Tugriken Shireh |
|  |                                   |

|  | Shuvuuia  |
|  |           |
|  | Mononykus |
|  |           |

|  | Parvicursor                       |
|  |                                   |
|  | Alvarezsauride di Tugriken Shireh |
|  |                                   |

|  | Shuvuuia  |
|  |           |
|  | Mononykus |
|  |           |

|  | Parvicursor                       |
|  |                                   |
|  | Alvarezsauride di Tugriken Shireh |
|  |                                   |

|  | Shuvuuia  |
|  |           |
|  | Mononykus |
|  |           |

|  | Albertonykus           |
|  |                        |
|  | "Ornithomimus" minutus |
|  |                        |

|  | Parvicursor                       |
|  |                                   |
|  | Alvarezsauride di Tugriken Shireh |
|  |                                   |

|  | Shuvuuia  |
|  |           |
|  | Mononykus |
|  |           |

|  | Parvicursor                       |
|  |                                   |
|  | Alvarezsauride di Tugriken Shireh |
|  |                                   |

|  | Shuvuuia  |
|  |           |
|  | Mononykus |
|  |           |

|  | Parvicursor                       |
|  |                                   |
|  | Alvarezsauride di Tugriken Shireh |
|  |                                   |

|  | Shuvuuia  |
|  |           |
|  | Mononykus |
|  |           |

|  | Parvicursor                       |
|  |                                   |
|  | Alvarezsauride di Tugriken Shireh |
|  |                                   |

|  | Shuvuuia  |
|  |           |
|  | Mononykus |
|  |           |

|  | Albertonykus           |
|  |                        |
|  | "Ornithomimus" minutus |
|  |                        |

|  | Parvicursor                       |
|  |                                   |
|  | Alvarezsauride di Tugriken Shireh |
|  |                                   |

|  | Shuvuuia  |
|  |           |
|  | Mononykus |
|  |           |

|  | Parvicursor                       |
|  |                                   |
|  | Alvarezsauride di Tugriken Shireh |
|  |                                   |

|  | Shuvuuia  |
|  |           |
|  | Mononykus |
|  |           |

|  | Parvicursor                       |
|  |                                   |
|  | Alvarezsauride di Tugriken Shireh |
|  |                                   |

|  | Shuvuuia  |
|  |           |
|  | Mononykus |
|  |           |

|  | Parvicursor                       |
|  |                                   |
|  | Alvarezsauride di Tugriken Shireh |
|  |                                   |

|  | Shuvuuia  |
|  |           |
|  | Mononykus |
|  |           |

## Storia e studi

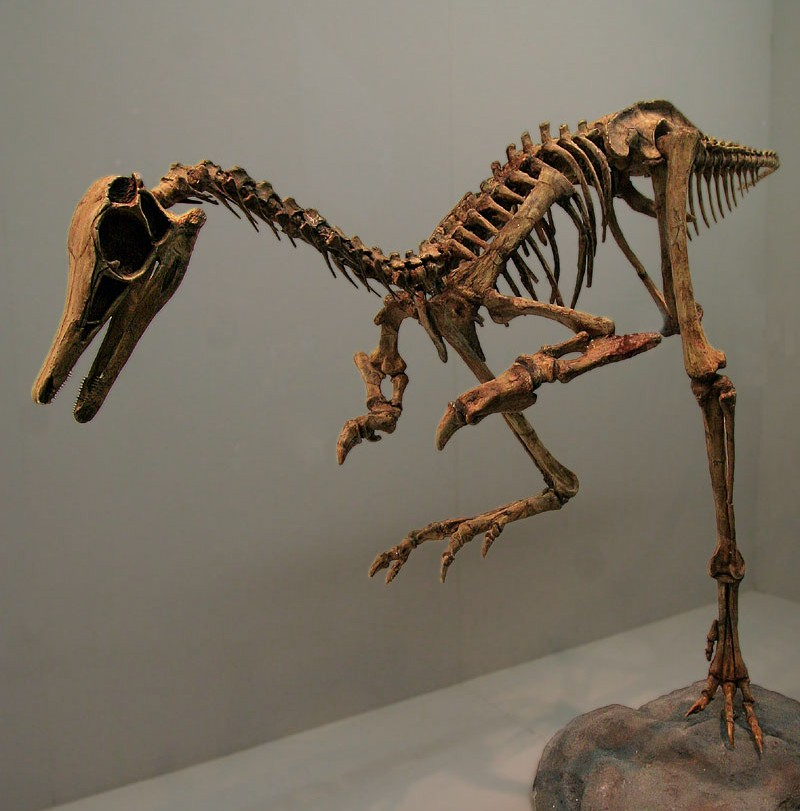
Ricostruzione scheletrica di Patagonykus puertai

Bonaparte (1991) descrisse il primo alvarezsauride, Alvarezsaurus calvoi, da uno scheletro incompleto ritrovato in Patagonia, Argentina. Bonaparte nominò per il nuovo animale una nuova famiglia, ossia Alvarezsauridae, sostenendo già allora che Alvarezsaurus potesse essere strettamente imparentato con gli Ornithomimosauri.
Nel 1993, Perle et al. descrissero un nuovo alvarezsauro, nominandolo Mononychus olecranus. Un mese, Perle dobette cambiare il nome del genere appena scoperto in Mononykus, poiché il precedente nome era già stato utilizzato per nominare il genere di uno scarabeo esistente. Perle et al. descrissero erroneamente Mononykus come un membro di Avialae, in uno stadio più avanzato di Archaeopteryx. Sostenevano che la famiglia Alvarezsauridae era in realtà un gruppo di uccelli incapaci di volare mesozoici sulla base di diverse caratteristiche che erano presumibilmente uniche per gli uccelli.
Nel 1996, Novas descrisse un altro membro del gruppo chiamato Patagonykus puertai. Nel 1996, Karhu e Rautian descrissero un membro mongolo della famiglia; Parvicursor remotus. Chiappe et al. (1998) descrissero un altro membro mongolo, Shuvuuia deserti, classificandolo ancora erroneamente come ancora più derivato, concludendo che gli alvarezsauri erano in realtà uccelli del gruppo corona (cioè moderni).
L'errata classificazione degli alvarezsauridi come uccelli era principalmente causata da caratteristiche della famiglia che sono sorprendentemente, o anche in modo univoco, aviarie. Lo sterno, per esempio, è allungato e profondamente a chiglia per un muscolo pettorale allargato, come negli uccelli neognati o nei ratiti. Un osso nel cranio di Shuvuuia sembrava essere un elettroide fuso a un prefrontale. L'ectetroide è un'ossificazione conosciuta solo in Neornithes. Altre caratteristiche simili a quelle degli uccelli includono il palato, il foramen magnum, le vertebre cervicali e caudali e molte altre.
Diversi ricercatori non sono d'accordo con Perle et al. (1993) e Chiappe et al. (1998). I paleontologi Feduccia (1994), Ostrom (1994), Wellnhofer (1994), Kurochkin (1995), Zhou (1995) e Sereno (1997) considerano improbabile l'ipotesi che gli alvarezsauridi fossero membri di Avialae. Martin (1997) ha eseguito un'analisi cladistica, ma Sereno lo ha criticato con forza, trovandola imperfetta con codifiche errate, uso di dati selezionati e risultati che non supportano le sue conclusioni. Sereno (1999) ha eseguito una nuova analisi, rivedendo le interpretazioni anatomiche e chiarendo le caratteristiche principali. Scoprì che gli alvarezsauridi erano più parsimoniosamente correlati agli Ornithomimosauria.
Poiché i membri più primitivi di Alvarezsauridae erano meglio caratterizzati, la monofilia del clade era fortemente sostenuta, ma i membri più primitivi mancavano dei tratti più simili agli uccelli. Alcuni di questi tratti erano stati anche fraintesi. Le restanti somiglianze tra uccelli e alvarezsauri, come lo sterno chigliato, sono un altro caso di omoplasia; dove gli alvarezsauridi derivati svilupparono caratteristiche simili a quelle degli uccelli attraverso un'evoluzione convergente, piuttosto che ereditarli da un antenato comune con gli uccelli.

## Paleobiologia
Lo stile di vita degli alvarezsauridi è in discussione da quando è stata stabilita la natura di questi dinosauri. Numerosi paleontologi hanno suggerito che essi usassero i loro artigli per penetrare nei formicai o nei termitai nutrendosi delle colonie di termiti o formiche, sebbene per praticare ciò, secondo l'anatomia del braccio degli alvarezsauridi, richiederebbe che animale giacesse sul petto contro un nido di termiti. È anche possibile che gli alvezsauridi riempissero una nicchia ecologica che non è stata ancora considerata.
Inoltre, è noto che gli alvarezsauridi, con le loro gambe lunghe, siano stati dei buoni corridori, costruiti per la velocità. Quali implicazioni ciò avesse sul loro possibile stile di vita è tuttavia sconosciuto.